# Gent–Wevelgem 2011
Cursa Gent–Wevelgem 2011 este ediția 73 a cursei clasice de ciclism Gent–Wevelgem. Cursă de o zi. S-a desfășurat pe data de 27 martie 2011 pe distanța de 219 km.

## Echipe participante
Au fost invitate 25 de echipe cu câte 8 cicliști, în total 200 sportivi. Acestea sunt:
| - Belgia Landbouwkrediet Omega Pharma-Lotto Quick Step Topsport Vlaanderen-Mercator Verandas Willems-Accent - Danemarca Team Saxo Bank-SunGard - Franța Ag2r-La Mondiale Cofidis Europcar FDJ - Italia Lampre-ISD Liquigas-Cannondale - Kazahstan Astana | - Luxemburg Leopard Trek - Olanda Skil-Shimano Rabobank Vacansoleil-DCM - Rusia Team Katusha - Spania Euskaltel-Euskadi Team Movistar - SUA BMC Racing Team Garmin-Cervélo HTC-Highroad Team RadioShack - Marea Britanie Team Sky |

## Rezultate
|    | Ciclist                | Echipă                 | Timp       |
| -- | ---------------------- | ---------------------- | ---------- |
| 1  | Tom Boonen (BEL)       | Quick Step             | 4h 36' 16" |
| 2  | Daniele Bennati (ITA)  | Leopard Trek           | t.e.       |
| 3  | Tyler Farrar (USA)     | Garmin-Cervélo         | t.e.       |
| 4  | André Greipel (GER)    | Omega Pharma-Lotto     | t.e.       |
| 5  | Lloyd Mondory (FRA)    | Ag2r-La Mondiale       | t.e.       |
| 6  | Mitchell Docker (AUS)  | Skill-Shimano          | t.e.       |
| 7  | Bernhard Eisel (AUT)   | HTC-Highroad           | t.e.       |
| 8  | Kristof Goddaert (BEL) | Ag2r-La Mondiale       | t.e.       |
| 9  | Lars Boom (NED)        | Rabobank               | t.e.       |
| 10 | Baden Cooke (AUS)      | Team Saxo Bank-SunGard | t.e.       |